# Světový pohár v orientačním běhu 2017
Světový pohár v orientačním běhu v roce 2017 (Orienteering World Cup 2017) byl 23. ročníkem této soutěže. Skládal se z 10 individuálních závodů, 4 štafet a 3 závodů sprintových štafet. Události se konaly ve Finsku, Estonsku, Lotyšsku a Švýcarsku.
Matthias Kyburz ze Švýcarska vyhrál svůj druhý titul v řadě v mužské kategorii a celkově čtvrtý titul. Tove Alexanderssonová ze Švédska získala svůj čtvrtý titul v ženské kategorii.

## Program světového poháru 2017
| č. | Datum            | Trať         | Místo                  | Vítěz muži        | Vítěz ženy            |
| -- | ---------------- | ------------ | ---------------------- | ----------------- | --------------------- |
| 1  | 25. květen 2017  | Sprint       | Lohja, Finsko          | Yannick Michiels  | Maja Alm              |
| 2  | 27. květen 2017  | Middle       | Lohja, Finsko          | Martin Regborn    | Helena Janssonová     |
| 3  | 28. květen 2017  | Long Pursuit | Lohja, Finsko          | Magne Dæhli       | Tove Alexanderssonová |
| 4  | 1. červenec 2017 | Sprint (WOC) | Tartu, Estonsko        | Daniel Hubmann    | Maja Alm              |
| 5  | 4. červenec 2017 | Long (WOC)   | Tartu, Estonsko        | Olav Lundanes     | Tove Alexanderssonová |
| 6  | 6. červenec 2017 | Middle (WOC) | Tartu, Estonsko        | Thierry Gueorgiou | Tove Alexanderssonová |
| 7  | 25. srpen 2017   | Middle       | Cēsis, Lotyšsko        | Olav Lundanes     | Natalia Gemperle      |
| 8  | 28. srpen 2017   | Sprint       | Cēsis, Lotyšsko        | Vojtěch Král      | Tove Alexanderssonová |
| 9  | 29. září 2017    | Long         | Grindelwald, Švýcarsko | Matthias Kyburz   | Elena Roos            |
| 10 | 30. září 2017    | Middle       | Grindelwald, Švýcarsko | Matthias Kyburz   | Tove Alexanderssonová |